# Psalmtoppen
Psalmtoppen var ett TV-program i Sveriges Television mellan 19 april 2008 -7 juni 2008  lett av Elin Ek. Programmet lät tittarna inför varje vecka rösta fram en topplista med psalmer och andliga sånger. Det var olika teman varje vecka, som längtan, tröst, hopp, förundran, vemod, trygghet och glädje. Louise Hoffsten, Freddie Wadling, LaGaylia, Wille Crafoord, Brolle, Aminah Al Fakir, Cyndee Peters, Papa Dee och Desmond Foster gästade programmet.
Programmet anmäldes till granskningsnämnden av Stig Hadenius, professor emeritus i journalistik, som ansåg att programmet var vulgariserat och ett hån. 

### Fotnoter
1. ↑  ”Svensk mediedatabas”. http://smdb.kb.se/catalog/search?q=Psalmtoppen+typ%3Atv&sort=OLDEST. Läst 7 maj 2011.
2. ↑  SVT - Psalmtoppen Arkiverad 7 april 2008 hämtat från the Wayback Machine.
3. ↑  - Resumé - De som står bakom Psalmtoppen borde avskedas Arkiverad 1 maj 2008 hämtat från the Wayback Machine.